# Auto Esporte Clube (Amazonas)
O Auto Esporte Clube foi um clube esportivo brasileiro da cidade de Manaus, capital do estado do Amazonas. Suas cores eram verde e amarelo e atuou em diversas modalidades esportivas no estado, como Futebol de Campo, Futebol de Salão, Voleibol e Basquetebol.

## História
O clube foi fundado pelos profissionais do volante, em Manaus. Apesar de divulgar-se que o clube foi fundado em 16 de Setembro de 1950, já em 1941 se noticiava a existência do clube atuando em torneios suburbanos, como na edição de 5 de Outubro de 1941 do Jornal do Commercio onde noticiava-se sua participação numa competição comemorativa ao lado de clubes que atuaram no futebol oficial do estado como Barés, Comercial e 13 de Maio. No decorrer de 1941 se torna comum noticias indicando a existência do clube. Este realizou uma gincana automobilística em 16 de Novembro daquele ano, no estádio General Osório (pertencente ao exército).
O "clube motorizado" disputou na 2ª divisão até 1954, quando garantiu o direito de ingressar na 1ª divisão para o ano de 1955 ao lado do Santos, campeão do Suburbano. Chegando à elite, em 1955 o clube não foi bem mas em 1956 o clube trouxe Cláudio Coelho, que era tetracampeão amazonense de forma consecutiva pelo América. O renomado desportista trouxe do alvirrubro jogadores como Guarda, Clemente, Juarez Souza Cruz, Brás Gioia, Hélcio Peixoto, Gordinho, Osmar, Mário Matos e Nicolau. Com esse ingresso dos ex-americanos, o clube veio forte e se consagrou campeão amazonense daquele ano, como uma continuação do trabalho que já era feito no América. O Auto Esporte de 1956 estreou num jogo amistoso em 8 de Abril daquele ano e ao contrário do que se esperava, o início não foi tão bom e acabou perdendo por 4x1 pro Sul América.
- Time campeão de 1956: Vicente, Guarda e Gatinho; Juarez Souza Cruz (Jaime Basílio), Gilberto e Gioia; Silvio (Gildo), Gordinho, Osmar, Sadoval e Nicolau. Jogaram ainda: Mário Matos, Anacleto, Moacir, Osmar e Ruy (goleiros) e Clemente. Técnico: Cláudio Coelho.[5]

### Bicampeão em 1959
O clube ainda foi bicampeão estadual em 1959:
- Time campeão de 1959: Alfredo, Valdér e Gatinho; Nonato, Almério e Guilherme; Totinha, Osmar, Gordinho, Caramuru e Manoel Conte. Jogaram ainda: Chagas, Sandoval, Guarda, Claudionor, Nonato e Ronaldo. Técnico: Cláudio Coelho.

### O Vice-campeonato de 1961
Em 1961, o Auto Esporte venceu o 2º de 3 turnos, garantindo o direito de decidir o título num Triangular Final com São Raimundo e Rio Negro(este último agora com Cláudio Coelho). Nessa final, o Auto Esporte perdia para o Rio Negro por 3 a 1 quando alguns torcedores do “Clube Motorizado” invadiram o campo aos 10 minutos do 2° tempo, insatisfeitos com a atuação do árbitro José Pereira Serra. A partida foi suspensa e retomada 4 dias depois, com Dorval Medeiros no apito. Não houve alteração do placar e o título ficou com o São Raimundo.

### Não se profissionalizou
O clube se manteve na elite do futebol do estado até 1963, participando no total de 9 vezes da primeira divisão do Campeonato Amazonense de Futebol(entre 1955 e 1963). Em 1964 o Campeonato Estadual da Primeira Divisão passou a ser realizado em regime profissional, com isso o Auto Esporte a exemplo de outros clubes acabou pedindo para permanecer no amadorismo, sendo assim passou a disputar o Campeonato Amazonense de Amadores(continuação da Segunda Divisão) e também os torneios de base e outras modalidades. A última notícia que se tem do clube no acervo digital da Biblioteca Nacional é de 1985 atuando pelo campeonato de Juniores da Federação Amazonense de Futebol.

### Artilheiros
O clube fez dois artilheiros do Campeonato Amazonense de Futebol: em 1959, Gordinho (Mário da Cruz Gordinho), com 25 gols (o 2° colocado, Pratinha, do Nacional, fez 15 gols); em 1961, Nonato, com 10 gols. Seus maiores marcadores por campeonato foram, em 1956: Osmar, 13 gols; em 1957: Gordinho(26 gols) e Osmar(25 gols); em 1958: Sandoval(6 gols); em 1959: Gordinho(25 gols); em 1960: Osmar(9 gols); Totinha(8 gols); em 1961: Nonato(10 gols); em 1962: Coelho(6 gols); em 1963: Torrado(12 gols).

### Jogos Interestaduais
- 8 de Novembro de 1958 - Auto Esporte  3x0 Clube do Remo- Parque Amazonense
- 1º de Maio de 1959 - Auto Esporte  0x2 Clube do Remo - Parque Amazonense
- 1º de Maio de 1960 - Auto Esporte  2x2 Olaria - Parque Amazonense
- 29 de Maio de 1960 - Auto Esporte  3x1 Paysandu - Parque Amazonense
- 5 de Junho de 1960 - Auto Esporte  1x6 Clube do Remo - Parque Amazonense
- 3 de Julho de 1960 - Auto Esporte  2x1 Independência - Parque Amazonense
- 26 de Fevereiro de 1961  - Auto Esporte  0x3 Sport Recife - Parque Amazonense
- 14 de Março de 1962 - Auto Esporte  2x2 Santa Cruz - Parque Amazonense

## Títulos
- Campeonato Amazonense de Futebol: 2 vezes (1956 e 1959).[6]
- Campeonato Amazonense de Basquetebol: 1 vez (1956)